# Emerik Derenčin
Emerik (Mirko) Derenčin (lat. Emericus de Derenchen; mađ. Imre Derencsényi) (? – Kara Hisar-i Sahib kraj Burse, 1493.), ugarski plemić te jajački ban (1490. – 1492.), hrvatski ban (1493.) i vojskovođa. Predvodio je hrvatsku vojsku u tragičnoj bitci na Krbavskom polju protiv turske plaćeničke vojske Jakuba-paše Haduma, u kojoj je hrvatska plemićka vojska pretrpjela težak poraz. Tom je prilikom zarobljen, a kasnije i doživotno utamničen u Anatoliji.
Osmasnki ga izvori navode kao Derendžil-ban.

## Životopis

### Karijera
Rodom je iz stare obitelji mađarskih plemića iz plemena Balogh sa sjedištem u mjestu Drienčane u županiji Gömör u današnjoj Slovačkoj. Otac mu je bio Ivan (János), a supruga Uršula Zapolja, sestra Stjepana i tetka kasnijega hrvatsko-ugarskog kralja Ivana Zapolje. Bio je odan kruni i obnašao je visoke dužnosti u Hrvatsko-Ugarskom Kraljevstvu. Bio je gradski kapetan Tate i Komároma, podžupan županije Gömör (1469. – 1475.), veliki župan županije Somogy i magistar tavernika na ugarskom kraljevskom dvoru. Zajedno s Ladislavóm Csulayem obnašao je dužnost jajačkog bana (1490. – 1492.). Tom se prilikom i istaknuo kao vrsni zapovjednik obrane Jajca. Od 1492. – 1493. godine obnašao je dužnost senjskog kapetana.
U prvoj polovici 1493. godine imenovan je, uz Ivana Bota od Bajne, hrvatskim banom te im je povjereno da brane Senj od napada knezova Frankapana i da ograniče njihovu moć. Kad je knez Bernardin Frankopan u proljeće te godine, u pokušaju da povrati imanja koja je Frankapanima oduzeo kralj Matija Korvin (1458. – 1490.), okupirao Senj, banovi su na poziv samih Senjana odgovorili napadom na frankapansku vojsku te su ih potisnuli od Senja i opsjeli u Brinju. Prilikom opsade poginuo je Ivan Bot, a Derenčin je ostao jedini ban.

### Krbavska bitka
Na vijest o upadu turskih pljačkaša u ljeto 1493. godine prekinuto je neprijateljstvo bana i knezova Frankapana i združena bansko-feudalna vojska od preko 10.000 ljudi krenula je u presretanje Turaka kako bi zapriječila povratak u Bosnu i otela im hrvatsko roblje. Bitka se odigrala 9. rujna na Krbavskom polju ispod utvrđenog grada Udbine. Uvjeren u brojčanu nadmoć svoje vojske i svoju stručnost, Derenčin je ignorirao razuman prijedlog nekih zapovjednika da se Turke dočeka u zasjedi dublje u bosanskim planinama. Umjesto toga prihvatio je bitku na otvorenom polju, koja je rezultirala potpunim porazom hrvatske vojske. 
Nakon kratke i žestoke bitke preko deset tisuća vojnika je što izginulo, što zarobljeno. U bitci su poginuli i Derenčinov sin Pavao i brat, a ban je zarobljen i odveden najprije u Carigrad, odakle je imao prilike, preko Dubrovčana, poslati pismo mađarskom kralju Vladislavu II. (1490. – 1516.), a potom u tamnicu Kara Hisar-i Sahib u pokrajini Brus u Anatoliji. Nakon tri mjeseca tamnovanja je umro.